# Chalcochiton hispanicus
Chalcochiton hispanicus är en tvåvingeart som beskrevs av Zaitzev 2006. Chalcochiton hispanicus ingår i släktet Chalcochiton och familjen svävflugor.
Artens utbredningsområde är Spanien. Inga underarter finns listade i Catalogue of Life.